# De os en de ezel

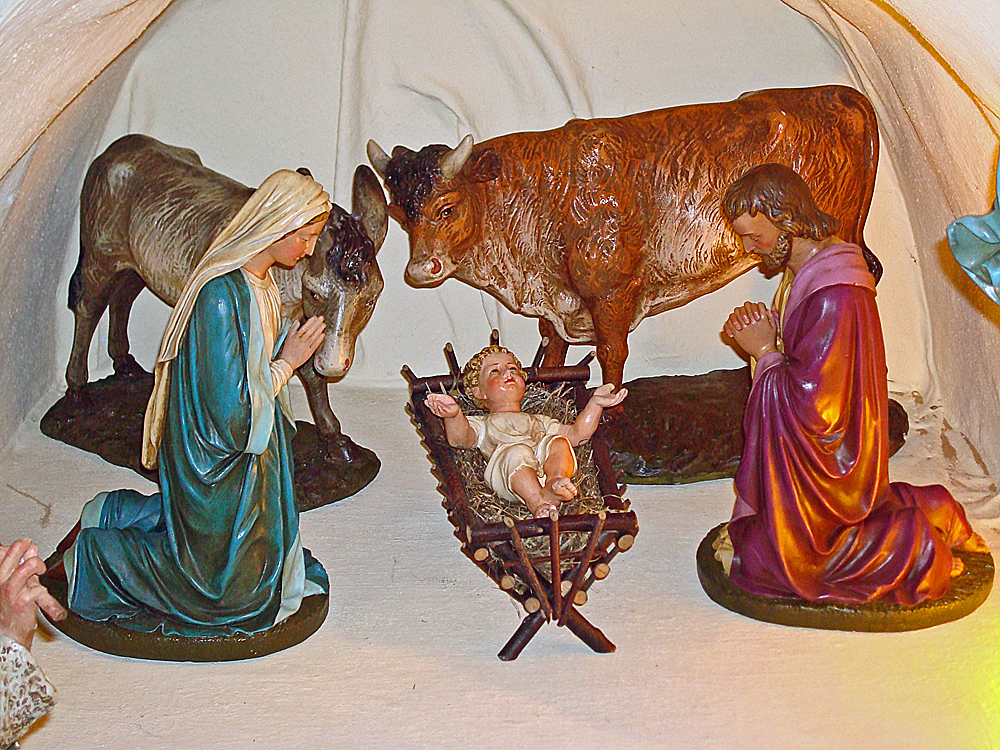
Kerststal met de os en de ezel

De os en de ezel zijn sinds de middeleeuwen een vast bestanddeel van de beeldengroep van de Kerststal.